# Bedford (New York, statisztikai település)
Bedford statisztikai település az USA New York államában, Westchester megyében. Lakosainak száma 1691 fő (2020. április 1.).

## Népesség
A település népességének változása:

| 2010 | 1 834 |
| 2020 | 1 691 |